# ألفارو كاردوسو
ألفارو كاردوسو (14 يناير 1914 في البرتغال - 12 مايو 2004) هو لاعب كرة قدم برتغالي في مركز الدفاع. شارك مع منتخب البرتغال لكرة القدم. أما مع النوادي، فقد لعب مع سبورتينغ لشبونة ونادي فيتوريا سيتوبال.

## وصلات خارجية
- ألفارو كاردوسو على موقع قاعدة بيانات كرة القدم.إي يو (الإنجليزية)